# Юбари (лек крайцер, 1923)
Юбари (на японски: 夕張) е експериментален лек крайцер на Императорските ВМС на Япония. Името си носи в чест на реката Юбари, течаща на остров Хокайдо.
Проектиран е в периода 1920 – 1921 г. под ръководството на Юдзуру Хирага като кораб за отработка на нови технически решения, ставайки по този начин един от най-важните проекти за развитието на японското корабостроене. Построяването на крайцера е изпълнено в периода 1922 – 1923 г. от арсенала на флота в Сасебо.
„Юбари“ прослужва целия междувоенен период, използва се преимуществено като флагман на ескадри разрушители, нееднократно е модернизиран. По време на Втората световна война в периода 1941 – 1942 г. участва в превземането на Уейк, Рабаул, Лае и Саламуа, сраженията в Коралово море и при остров Саво. Впоследствие се използва за ескорт на конвои, потъва на 28 април 1944 г. от торпедата на американска подводница.

## Разработка проекта и строителство
В рамките на корабостроителната програма „8+4“, приета на 39-ата сесия на японския парламент на 14 юли 1917 г., изначално се предвижда построяването в периода 1917 – 1923 финансови години на 9 крайцера: три 7200-тонни ескадрени разузнавачи и шест малки 3500-тонни, повтарящи по-ранните „Тенрю“. Обаче и двата типа не устройват Морския генерален щаб (МГЩ) – първият от тях изисква доработка на проекта, а вторият вече е показал своите минуси, свързани с недостатъчните му размери. В резултат на това програмата е преразгледана и във втората половина на 1917 г. поръчки са дадени за осем нови 5500-тонни кораба (пет в първата серия и три във втората). Девети трябва да бъде експериментален малък лек крайцер за изпитания на новите силови установки. За неговото построяване, на 40-ата сесия на парламента през 1918 г., са отделени допълнителни 6 322 682 йени, заедно с 300 548 437 йени за програмата „8+6“ (включваща в себе си и трите 5500-тонника на втората серия). Строителството на експерименталния крайцер не е приоритетно и по тази причина през цялото време се отлага, макар на 20 септември 1919 г. той да получава името „Аясе“ на японски: 綾瀬, в чест на течащата в префектура Сайтама река Аясе, източен приток на Аракава.
През 1920 г. корабостроителната програма е преразгледана. В рамките на модифицираната програма „8+8“ се предвижда построяването на осемте 5500-тонни крайцера на третата серия и четири 8000-тонни ескадрени разузнавача. Но характеристиките на последните не изглеждат добре на фона на чуждестранните аналози и поръчките за тях не са дадени. По това време председателстващият бюрото за базово проектиране в секцията за корабостроене на Морския технически департамент (МТД) Юзуру Хирага предлага съвършено нов подход, позволяващ да се създават по-съвършени кораби. Теглото на корпуса се намалява са сметка на включването в неговия силов набор на хоризонталната и вертикалната бронева защита. При това освободеното тегло отива за усилване на въоръжението. МГЩ, през август 1921 г., одобрява представения концепт за 7500-тонен разузнавач (бъдещият тип „Фурутака“) и през октомври поръчва строителството на кораба за проверка на неговата идея. За тази цел е избран експерименталният крайцер „Аясе“. Тъй като отделянето на средства за него вече е одобрено от парламента, поръчката за неговото построяване без забавяне е дадена в рамките на бюджета за 1922-ра финансова година. На 5 ноември е взето решение за преименуването на кораба (като варианти се разглеждат имената „Камо“, „Кицу“ и „Найоро“) и на 23 декември 1921 г. той получава окончателното си име „Юбари“ – по името на течащата на Хокайдо река.
Техническият проект за „Юбари“ е разработен в периода 1920 − 1921 г. от капитан 3-ти ранг Кикуо Фуджимото под общото ръководство на Хираги, поддържащ виждането за комбиниране на максимална скорост и въоръжение с минимално възможна водоизместимост. Съответно експерименталният крайцер трябва да има като по-ранните 5500-тонни същата максимална скорост (35,5 възела), далечина на плаване (5500 морски мили на 14 възела), брой оръдия на борда (шест 140-mm) и торпедни апарати (четири 610-mm тръби). Водоизместимостта при това съставлява едва 57% от тяхната – 3150 тона.
Дизайнът на кораба се отличава с ред нововъведения, по-късно използвани при 7500-тонните крайцери, а именно:
- Обединение на димоходите за намаляване на броя тръби и снижаване на задимеността на мостика;
- Използване на бордовата и палубната броня за увеличение на надлъжната здравина на корпуса, едновременно с отсъствие на листове обшивка под вертикалното брониране;
- Бронирани канали на комина над броневата палуба;
- Преместване на офицерските каюти в носовата част на корпуса;
- Преминаване на всички котли на течно гориво;
- S-образна форма на носовата оконечност, позволяваща да се снижи височината на корпуса[7].

„Юбари“ е заложен на стапела на арсенала на флота в Сасебо на 5 юни 1922 г. Изборът на тази корабостроителница е обусловен от нейната специализация към леки крайцери и разрушители (по-рано там са построени няколко 5500-тонника), а също и от подконтролността на предприятието от ВМФ, важна поради експерименталния характер на поръчката. Строителството върви с рекордни темпове: спускането на вода е още на 5 март 1923 г., ходовите изпитания корабът преминава на 5 юли и на 31 юли е предаден на флота, малко повече от година след залагането.

## Конструкция

### Корпус и компоновка
Корпусът на крайцера с размери 139,45×12,04 метра се дели от 18 прегради на 19 водонепроницаеми отсека. Основният конструкционен материал е високоякостна стомана тип HT. За сметка на използването на броня в силовия набор значително се намалява теглото на надлъжните и напречните елементи на конструкцията – то достига в най-широката секция едва 7,58 тона/m, срещу 11 тона/m при 3500-тонните крайцери и около 16 тона/m – за 5500-тонните. Делът на целия корпус в нормалната водоизместимост се съкращава до 31,2% срещу 36,4 и 37,9 – 38,4% съответно. Напреженията на огъване при това остават в рамките на допустимите стойности, освен напреженията на дъното в състоянията на огъване – този проблем решават при модернизацията през 1934 г.
Форщевенът има характерната извита нагоре (S-образна) форма, за първи път използвана на „Юбари“ и използвана след това в болшинството японски военни кораби междувоенна постройка. В сравнение с предшестващата лъжицообразна форма тя дава по-малка заливаемост на носовата част. Форщевенът има традиционна златна хризантема, след нея са клюзовете за двете котви (по една на всеки борд). Полубакът е относително къс и се издига към носа с цел подобряване на мореходността, на него е разположена и носовата надстройка. Първият етаж (ниво) има внушителна дължина, на него са поместени офицерските каюти и междинните отделения за подаването на боеприпаси за първите две 140-mm оръдия, на по-късия втори – оперативната рубка и килери. Още по-нагоре се намират ходовия мостик, щурманската рубка, радиорубката и два далекомера с 3-метрова база. Големите размери на носовата надстройка са следствие на идеята за съсредоточаване в нея на всички постове за управление, при това се отказват от бронирана бойна рубка (каквато има на по-ранните кораби).
Надстройката около комина има сравнително неголеми размери и в нея се намират само въздухозаборниците за вентилаторите на котелните отделения. За да се подсигурят ъглите на обстрел на торпедните апарати зад нея на горната палуба има голямо свободно пространство.
В кърмовата надстройка са разположени гониометърът и резервната радиорубка. Пет спасителни средства (сампан, 2 гребни катера и 2 моторни) се намират в централната част на корпуса, отстрани и отзад на комина.
„Юбари“ има двойно дъно в подводната част от носа до кърмата. В нейната централна част се намират скуловите килове с дължина 42 m и ширина 1,17 m, предназначени за намаляване на бордовото люлеене. Единичният балансирен рул се намира зад винтовете и е с площ 9,77 m².
Разпределението на теглото на елементите по данни от измерванията към 23 август 1923 г. изглежда по следния начин:
|                             | Маса, t | В проценти |
| --------------------------- | ------- | ---------- |
| Корпус                      | 1275,1  | 31,2 %     |
| Бронева защита              | 349,0   | 8,5 %      |
| Оборудване и снаряжение     | 374,6   | 9,2 %      |
| Въоръжение                  | 329,5   | 8,1 %      |
| Силова установка            | 1056,5  | 25,8 %     |
| Гориво и смазочно масло     | 639,8   | 15,6 %     |
| Запаси прясна вода          | 45,9    | 1,1 %      |
| Други                       | 0,9     | -          |
| Водоизместимост с 2/3 запас | 4091,3  | 100 %      |

Макар изпитанията да потвърждават заложените от Хирага в проекта принципи в частта за здравината на корпуса и мореходността, тогава се изяснява голямото строително претоварване, съставляващо 419 тона, или 14% от нормалната водоизместимост. Нормалните стойности за корабите с такива размери японска постройка са до 5%, и често дори под тази цифра. Така например за типа „Кума“ претоварването съставлява около 80 тона (5580 към 5500 тона, 1,5%), и едва при по-късния тип „Сендай“ то нараства до 305 тона (5900 към 5595 тона, 5,5%). Причината за такава разлика между проектната и фактическата водоизместимост в случая с „Юбари“ е неясна. Предизвиканото от претоварването ръст на газенето с 28 cm на свой ред води до намаляване на височината на надводния борд до 2,72 m в централната част на корпуса, намаляване на скоростта на хода и далечината на плаване поради увеличеното съпротивление, опасна близост на илюминаторите на трюмната палуба до водолинията.
Въпреки това за сметка на благоприятното разположение на натоварването, центърът на тежестта на кораба се оказва разположен достатъчно ниско, за да остане метацентричната височина в приемливи рамки. Нейната величина при изпитанията за стабилност от 14 август 1936 г. (след инцидента с „Томодзуру“, с оглед поставените по-рано 123,8 тона баласт) съставлява 0,738 m при пълно натоварване (4792 t), 0,826 m при натоварване 2/3 от пълната (4406 t) и 0,501 m при олекотен вид (3446 t).

### Въоръжение
Главният калибър на крайцера се състои от шест 140-mm оръдия тип 3. Дадената арт-система е разработена преди Първата световна война, а на въоръжение във ВМФ на Япония е приета на 24 април 1914 г.. Оръдия № 1 и № 4 с бронещитове (аналогични по конструкция като на 3500-тонните и 5500-тонните крайцери) са разположени на полубака и на кърмата. Сдвоените закрити установки № 2 и № 3 тип A (Ко) са над тях, на носовата (първо ниво) и кърмовата надстройки. Изначално те са разработени за крайцерите разузнавачи от проекти 1916 и 1918 г., освен на „Юбари“ такива има на плавбазите „Дзингей“ и „Тьогей“ и минния заградител „Окиношима“. 50-тонната установка с дължина 5,5 m, ширина 3,4 m и височина 2,46 m има противоосколъчно кръгово брониране от листове стомана HT с дебелина 10 mm. Максималната скорост на завъртане от нейните електромотори е 4° в секунда, а на подем на стволовете – 6° в секунда, предвидена е възможност и за ръчно насочване в краен случай. Поставянето на всичките шест оръдия линейно-терасовидно в диаметралната плоскост не само позволява да се използват всичките в бордови залп, но и по три от тях при стрелба по носа и кърмата – в същото време на 5500-тонните крайцери само по едно, поради риск да се повредят надстройките.
Боеприпасите (38 kg снаряди и 11 kg заряди в картузи) се съхраняват в погреби, разположени на трюмната палуба в краищата. Оттам те, с четири купообразни верижни подемници, се издигат до нивото на полубака (в носа) и горната палуба (в кърмата). Последващото им подаване до единичните установки е на ръка, до сдвоените – по централизирани подаващи тръби (съответно тяхната скорострелност е и по-висока). Към момента на влизането в строй се използват два типа снаряди – „с общо предназначение“ с балистично калпаче (полубронебоен) и учебен, по време на службата се появяват също и фугасни, запалитени и осветителни. Максималната далечина на стрелбата при ъгъл на възвишение от 30° достига 19,1 km.
За управление на огъня на 140 mm оръдия се използва визьор за централно насочване (ВЦН) тип 13 на площадката на триногата фокмачта, на височина от 23,06 m от нивото на кила. Той е разработен на основата на британски прототип и е приет на въоръжение от ЯИФ през 1916 г. Неговата ефективна далечина съвпада с максималната далечина на оръдията на ГК на крайцера – 19 km. Също има два 3-метрови (по други данни 2,5-метрови) далекомера (по краищата на компасния мостик) и два 90-cm прожектора (първият – над компасния мостик, вторият – зад комина).
В централната част на корпуса, на надстройката, между торпедните апарати, се намират 76,2 mm/40 зенитно оръдие тип 3 (максимален ъгъл на възвишение – 75°) и две 7,7 mm картечници тип „Рю“. Погребът за 76-mm снаряди се намира в подпалубно пространство на кърмата, вдясно от вала на централния гребен винт. При носовата надстройка също има две 47-mm сигнални оръдия конструкция на Ямаучи.
Торпедното въоръжение се състои от два сдвоени въртящи се 610 mm торпедни апарата тип 8, аналогични на поставените на типовете „Нагара“ и „Сендай“. При маса от 8,45 тона, дължина 8,8 m и ширина 3,04 m те се навеждат с 5 к.с. електродвигател (сектори на обстрел – 20° по всеки борд) и имат ръчно зареждане. Използваните парогазови торпеда, тип 8 (боекомплект – 8 единици), при стартова маса от 2,362 тона носят 346 kg тринитрофенол и могат да изминат 20 000 m на 27 възела, 15 000 на 32 и 10 000 на 38. Торпедните апарати за тях се намират на горната палуба в централната част на корпуса, резервните торпеда също там, а бойните им части – в разположен в района на вала на централния гребен винт погреб. Както и при типа „Тенрю“, за провеждането на торпедни стрелби при пълен ход пречат силните пръски от бордовете. Този проблем е решен при модернизацията, издигайки апаратите и поставяйки им щитове.
Крайцерът може да носи на борда си до 48 мини. Използваната мина № 1 тип B е приета на въоръжение от ЯИФ на 2 септември 1921 г., подобрен вариант на мината № 1, използвана от 1916 г. При диаметър 0,5 m и дължина 1,07 m тя тежи 192 kg и носи в себе си 102 kg тринитрофенол. Мината се поставя по двойки на 100-метрово въже, с оглед детонация при докосване на двата борда на кораба на противника. За намаляване на вероятността от взрив на техния боекомплект от въздействието на дулните газове на кърмовото 140-mm оръдие шестте паралелни минни релси при ахтерхщевена са покрити със специален защитен кожух.

### Бронева защита
Главният брониран пояс от три реда плочи NVNC при дължина 58,50 m (42% от корпуса), ширина 4,15 m и дебелина 38 mm защитава силовата установка. Той се намира вътре в корпуса, долният му край се стикова с ръба на двойното дъно и петия от кила стрингер, а горният – с бронираната палуба. Поясът има наклон от около 10° отгоре навън, което не е много удачно решение – ъгълът на посрещане на снарядите с него е близък до перпендикуляра. На последващите проекти броневите плочи са наклонени под същия ъгъл, но навътре. Външната обшивка, от стомана HT има дебелина 19 mm, в пространството между нея и пояса се намират цистерните за горивото.
В горната си част броневият пояс се стикова с 25,4 mm бронева палуба от плочи NVNC. Участъците ѝ между пояса и външната обшивка се състоят от листове стомана HT с дебелина 22 mm, във вътрешната част допълнително закрепени с 16 mm листове от същия материал. Долната част на комина и въздухозаборниците на вентилаторите се защитават от 32 mm NVNC на височина 0,63 m от нивото на бронираната палуба. Надстройката няма брониране, но тънки листове от стомана HT прикриват елеваторите и комуникационните тръби.
Като цяло при значително по-малки размери и по-лек корпус спрямо предшествениците му, „Юбари“ има съществено по-тежко брониране. Неговата маса съставлява 349 тона (8,5% от водоизместимостта) срещу 220 – 238 (3,4 – 3,7%) на 5500-тонните крайцери и 176 (4,2%) при 3500-тонните. При последните превъзходството е двойно.

### Енергетична установка
На крайцера има три турбозъбчати агрегата (ТЗА) с мощност по 19 300 к.с. (14,2 MW, по други данни – 19 250 к.с.), задвижващи 3 трилопастни гребни винта. ТЗА от тип „Парсънс“ са разработени от компанията „Мицубиши“ и се произвеждат от арсенала на флота в Сасебо. Машините и котлите на „Юбари“ са аналогични на използваните при разрушителите от типа „Минекадзе“, разликата е само в броя им: 3 и 8 към 2 и 4 съответно.
Компоновочно два ТЗА се намират в предното машинно отделение и един – в задното, с обща дължина 55 m и площ 235 m². Всеки агрегат включва в себе си две основни турбини: активна високо налягане (3000 rpm, ТВН) и реактивна ниско (2000 rpm, ТНН), с помощта на две водещи зъбни колела и механични редуктори въртящи вала на 3,12 m гребен винт с максимална честота на оборотите от 400 в минута. Турбината за задния ход се намира в един корпус с ТНН. Отделни турбини за крейсерския ход няма, вместо тях се използват две крайцерски стъпала в предната част на ТВН, изключващи се при пълни обороти. Запасът гориво (916 тона мазут), поместени в междудънното пространство, под трюмната палуба отпред и по бордовете от първото котелно отделение, по проект позволява на кораба да измине 5000 морски мили с 14-възлов ход. Но претоварването и нарасналият поради това разход снижават ефективната далечина на плаване на „Юбари“ при пълно натоварване до 3300 мили. Тази величина е по-малка, отколкото даже при разрушителите тип „Минекадзе“ (3600 мили) и се оказва недостатъчна при използването на крайцера като лидер.
Парата турбозъбчатите агрегати получават от осем водотръбни котли тип „Кампон Ро Го“ с нефтено отопление (по други данни за малките котли от съображения за дефицит на нефтепродукти в случай на война е оставено смесено отопление), разположени в три котелни отделения. Два малки се намират в предното, четири големи – в средното и два големи – в задното котелни. Работното налягане на парата е 18,3 kgf/cm² при температура 156°C (по други данни – 138 °C). За отвеждане на продуктите от горенето се използват сдвоен комин: група димоходи от първата четворка котли върви под голям наклон и се съединява с почти вертикалните димоходи на задните. Тази схема е предложена от Фуджимото вместо оригиналната с два комина за намаляване на загазоваността на мостика. Но височината на комина се оказва недостатъчна, и тя скоро след въвеждането на кораба в строй е увеличена.
На ходовите изпитания от 5 юли 1923 г. в района на остров Косикиджима при мощност на машините от 62 336 к.с. „Юбари“ развива 34,786 възела. По-ниската скорост от контрактната 35,5 е следствие от претоварването – крайцерът има водоизместимост 3463 тона вместо 3141 нормална по проект.
За захранване на корабната електромрежа (напрежение – 110 V) се използват два електрогенератора с мощност по 66 kW, задвижвани от двигатели с вътрешно горене и разположени в машинните отделения.

### Екипаж и условия за обитаемост
По проект екипажът на „Юбари“ трябва да бъде 340 души, но фактически към момента на встъпването му в строй неговата численост съставлява 328 офицера и матроса.
Редовият състав е поместен в девет кубрика, първите шест от които се намират в носа (№ 1 на горната палуба в полубака, № 2 и № 3 на долната палуба, № 4 – 6 на трюмната палуба), а останалите три в кърмата (№ 7 – 9 на долната палуба). Офицерските каюти са разположени в носовата част на горната палуба в полубака (в т.ч. и каютата на капитана) и на долната палуба. Помещенията за подофицерите се намират в централната надстройка и на горната и долните палуби. Плюсовете на това са близостта на офицерските каюти до бойните постове и отказ от съседството на носовите кубрици с котелните отделения, както е при по-ранните проекти. „Юбари“ има три реда илюминатори срещу два при 3500-тонните и 5500-тонните крайцери, но поради строителното претоварване долният им ред при плаване трябва да се задрайва, иначе е заливан от водата.
Общият камбуз се намира в надстройката около комина, банята за екипажа – в кърмата на долната палуба.

## История на службата
След встъпването си в строй „Юбари“, на 1 декември 1923 г., е зачислен в състава на 3-та дивизия крайцери („Тама“ и „Исудзу“). От 8 до 20 март на 1924 г. всичките три кораба правят поход до крайбрежието на Китай. При завръщането му височината на комина на „Юбари“ е увеличена с 2 метра за намаляване на задимеността и обгазоваността на мостика, работите се извършват от корабостроителницата в Сасебо. На есенните маневри, през 1924 г., крайцерът изпълнява ролята на флагман на ескадра разрушители.
На 1 декември 1924 г. „Юбари“ е изваден в резерв. Въпреки това в началото на следващата година той изпълнява поход в района на Амоя, отбивайки се в Мако на 25 февруари и връщайки се в Сасебо на 4 март. От 6 април до 23 юни 1925 г. крайцерът се намира на далечно плаване в западната част на Тихия океан, при това осъществявайки визита в Австралия и срещайки се с американския флот на учения западно от Хавайските острови. От 4 август до 1 декември „Юбари“ е приписан към базата в Мако, няколко пъти излиза в морето за кратък срок – от 29 до 30 август към островите Цзинмен, от 12 септември до 1 октомври в района Шантоу и от 7 до 21 октомври в крайбрежните китайски води.
От 1 декември 1925 г. крайцерът е флагман на 1-ва ескадра разрушители (ЕР) на Първи флот (13-и, 26-и, 27-и и 28-и дивизиони), а от 1 декември на следващата година – флагман на 2-ра ескадра (5-и, 22-ри, 29-и и 30-и дивизиони). Като такъв прави два похода заедно със съединението си – в района на Амоя от 24 март до 5 април 1927 г. и в района на островите Рюкю и Бонин от 11 до 30 октомври на същата година за участие в есенните маневри. На 1 декември „Юбари“ е изваден в резерва и почти четири години се използва като учебен кораб за курсантите на Академията на флота в Етаджима.
От 4 септември 1931 до 23 януари 1932 г. крайцерът преминава ремонт в арсенала на флота в Сасебо. При това е модернизирано оборудването за радиовръзка, а оперативната рубка е разширена и усъвършенствана. Паралелно с работите, на 1 декември 1931 г., „Юбари“ става флагман на 1-ва ЕР (към онзи момент включваща в себе си 22-ри, 23-ти и 30-и дивизиони). На 26 януари 1932 г. той заедно с разрушителите излиза от Сасебо до района на устието на Яндзъ за участие в Първия Шанхайски инцидент (от 2 февруари до 20 март 1-ва ЕР е временно придадена на Трети флот), връщайки се обратно на 22 март. Повреди по „Юбари“ от собствената му стрелба при подавянето на китайските брегови батареи водят до нов ремонт в Сасебо, започнал веднага след пристигането му и продължил до 31 януари 1933 г. В хода на ремонта от кораба е свалено 76 mm зенитно оръдие, изменено е положението на сигналната платформа, а торпедните апарати са повдигнати и снабдени с щитове за защита от пръските. На 13 юли 1933 г. „Юбари“ заедно с 1-ва ЕР отплава от Мако за поход в южните морета, на 21 август те пристигат в Кисаразу и на 25-и участват в морския парад в Йокохама.
От 15 ноември 1933 г. крайцерът отново е изваден в резерв. От 17 май до 20 юли 1934 г. той преминава предизвикана от инцидента с „Томодзуру“ модернизация в Сасебо, при която е поставен баласт и са демонтирани минните релси. На 15 ноември „Юбари“ е предаден на охранителния отряд на военноморската база в Йокосука, съответно е изменено и пристанището за домуване. В корабостроителницата на арсенала на флота в Йокосука, от 9 юли до 15 ноември 1935 г., е отремонтирана силовата установка на крайцера, поставен е сдвоена 13,2-mm картечница тип 93, изменено е положението на сигналните оръдия Ямаучи, усъвършенствано е оборудването за радиовръзка, а бордът на компасния мостик е усилен със стоманени листове. Към това време поредицата последователни модернизации на кораба вече води до ръст на нормалната водоизместимост до 4406 тона и газене до 4,52 метра.
На 15 ноември 1935 г. „Юбари“ е назначен за флагман на 5-та ЕР на Трети (Китайски) флот, сменявайки „Тацуту“, и в края на годината заедно с шест разрушители от 13-ти и 16-ти дивизиони плава в района на устието на Янцзъ. В началото на лятото на 1937 г. крайцерът прави поход до Нидерландска Ост Индия (по други данни той се състои през 1936 г.), във връзка с началото на войната с Китай през юли патрулира района на Шанхай, а през септември – октомври – на водещите към Южен Китай морски пътища и района на Гуанджоу. От 20 октомври до 1 декември 5-а ЕР е временно придадена от Трети в новосформирания Четвърти флот, също действащ в района на китайското крайбрежие. От 1 декември флагман на 5-та ЕР става крайцера „Нагара“, а на 7 „Юбари“ е изваден в резерва. От 14 януари до 31 март 1938 г. той преминава ремонт в Йокосука.
В периодите от 4 март до 31 май и от 16 юли до 9 октомври 1939 г. „Юбари“ е изваждан от резерва, придаден на базата в Оминато и прави през този период продължителен поход от 20 юли до 4 октомври към сахалинското крайбрежие. От 10 октомври той се намира в Йокосука като кораб със специално предназначение. В пролетта на 1940 г. от крайцера са свалени сигналните оръдия и 13,2-mm картечница, вместо тях са поставени два сдвоени 25 mm зенитни автомата тип 96. На 15 ноември „Юбари“ става флагман на 6-та ЕР (29-ти и 30-ти дивизиони) на Четвърти флот. От 2 февруари до 14 април 1941 г. корабът изпълнява поход в южните морета, посещавайки Сайпан, Палау, Трук и Куаджалин. От 20 април до 1 май крайцерът преминава докуване в Йокохама, а след това в корабостроителницата на Йокосука получава размагнитваща обмотка. От 25 май до 25 октомври „Юбари“ отново действа в района на южните острови, след това до края на ноември се намира в Трук.
В периода от 29 ноември до 3 декември 1941 г. крайцерът е преведен в Куаджалин. След влизането на Япония във Втората световна война „Юбари“ (флаг на контраадмирал Каджиока) излиза в морето на 8 декември заедно с 18-та дивизия крайцери („Тенрю“ и „Тацута“) и шест разрушители от 6-та ЕР, вземайки участие в първия опит за превземане на о. Уейк. В 5:22 на 11 декември от далечина 7,3 km крайцерите откриват огън по цели на южното крайбрежие на острова, подпалвайки цистерните с дизелово гориво, които с големи трудности впоследствие са потушени от американците. След съмването, в 6:00, „Юбари“ изменя курса си и съкращава разстоянието с брега до 4 km. В хода на кратка престрелка около 6:15 с батарея „А“ (две 127-mm оръдия) в югоизточния край на атола нейният командир, лейтенант Барнинджер, заявява за 5 попадения в крайцера, макар фактически това да са само накрития. Скоро след това от бреговата артилерия и авиацията на американците са потопени разрушителите „Хаяте“ и „Кисараги“, и Каджиока заповядва отрядът да отстъпи. В Куаджалин съединението се връща на 13-и. В хода на втория щурм на Уейк „Юбари“, от 21 до 29 декември, се намира източно от острова. В периода от 31 декември до 3 януари 1942 г. той заедно с други кораби преминава от Куаджалин обратно на Трук.
На 13 януари 1942 г. „Юбари“ заедно с плавбазата за хидросамолети „Кийокава-Мару“ и четири разрушителя напуска Трук и на 15-и пристига на атола Ламотрек. В периода от 17 до 22 януари корабите, заедно с присъединилите се кораби на 19-та дивизия минни заградители („Окиношима“ и „Цугару“) и два разрушителя, плават до Рабаул и участват в неговото превзенане, крайцерът пуска там котва на 27-ми. От 8 до 14 февруари „Юбари“ излиза в морето за поддръжка на десанта при Суруми на Нова Британия, а от 20 февруари до 1 март (с отбиване на 23 – 27 февруари в Трук) – за прихващане на американското 11-то оперативно съединение. От 5 март той напуска Рабаул заедно с другите кораби за участие в операцията SR (превземането на Лае и Саламуа). В утрото на 10-ти, в резултат на налет на „Донтлеси“ от „Йорктаун“, няколко транспорта са потопени, на „Юбари“ от няколко близки разрива е повреден корпусът, избухват пожари, загиват 15 души (в т.ч. 2 офицера) и 30 са ранени (в т.ч. 2 тежко). Крайцерът се връща в Рабаул на 14 март и след незабавен ремонт на повредите, на 22 – 25 март, прави преход до Трук, където е в ремонт до 10 април .
За провеждането на операция MO „Юбари“ преминава в периода от 30 април до 2 май 1942 г. в Рабаул и е назначен за флагман на групата, която трябва да превземе Порт Морсби, и включва също минния заградител „Цугару“, пет разрушителя, един миночистач и двадесет транспорта. На 4 май съединението излиза в морето и в нощта на 7-ми пристига при остров Мисима. Там корабите се разделят – транспортите поемат обратен курс, „Юбари“ се насочва към остров Шортленд, където пуска котва за дозареждане до 9-ти. На същия ден крайцерът осъществява прикритие на авионосното съединение. След окончателната отмяна на операция MO той се връща на Трук на 17 май (със стоянка в Киете на 13 – 15 май), а на 19-и се насочва за Япония. Ремонтът му с докуване в Арсенала на флота в Йокосука е в периода от 23 май по 15 юни.
През 19 – 23 юни „Юбари“ плава обратно за Трук. От 29 юни до 6 юли той съпровожда до остров Гуадалканал транспортите „Адзума-Мару“, „Адзумасан-Мару“ и „Хокурику-Мару“ с товари за изграждане на летище, връща се на 10-ти. През същия ден 6-та ЕР прекратява своето съществуване, крайцерът и влизащите в 29-ти дивизион четири разрушителя („Асанаги“, „Оиче“, „Юнаги“, „Юдзуки“) са предадени на 2-ра ескортно-издирвателна група на Четвърти флот. Това съединение съществува от 10 април 1942 г. за прикритие на конвоите от Япония до Сайпан и Трук, и от Трук до Палау, неговият щаб се намира в Сайпан. На 17 юли крайцерът заедно с разрушителите преминава в Рабаул.
На 7 август 1942 г. „Юбари“ излиза в морето и през нощта на 8-ми заедно с корабите на адмирал Гунъити Микава участва в нощното сражение при остров Саво. В първата фаза на боя той е седми (предпоследен) в японската колона. Във втората фаза „Юбари“ заедно с крайцерите „Фурутака“ и „Тенрю“ сформира група, обхождаща корабите на съюзниците от запад. На този етап, в периода 1:46 – 1:50, той участва в кратка престрелка с разрушителя „Патерсън“, бидейки около минута осветен от неговия прожектор. В 2:01, „Юбари“, маневрирайки под огън, изстрелва четири 610 mm торпеда по тежкия крайцер „Винсенес“, едно от които в 2:03 уцелва неговия ляв борд в района на котелно отделение № 1. За известно време повредените „Винсенес“ и „Куинси“ попадат под обстрела на цялата западна група японци. В 2:18 „Юбари“ е осветен от разрушителя „Ралф Телбот“, сближава се с него и в хода на скоротечна престрелка постига 5 попадения, които нанасят на американския кораб сериозни повреди, принуждавайки го да се откаже от торпедна атака и да излезе от боя. В 2:40 е получена дадената по-рано заповед на Микава за обратен курс, в 3:40 западната и източната групи се срещат. Всичко „Юбари“ за времето на боя изстрелва 96 140-mm снаряда и 4 610-mm торпеда, без да получи никакви повреди, в базата си той се връща на 10 август. След това крайцерът е отзован на Трук за изпълнение на ескортни задачи, пристигайки там на 20 август.
От 26 август 1942 г. „Юбари“, заедно с разрушителя „Юнаги“, ескортира транспорта „Хакодзаки-Мару“, стоварил войски на Науру на 30-ти и на Ошен 31 август. От 1 до 3 септември крайцерът прекарва на атола Джалуит и се връща в базата на 5-и. От 10 до 24 септември той патрулира района на Маршаловите острови и архипелага Гилбърт. От 25 септември до 25 октомври той съпровожда два конвоя: от Трук за Палау и от Палау за Филипините. През 26 – 30 октомври „Юбари“ плава до атола Тарава, където престоява до 30 ноември, а след това отплава за Япония. На 5 – 6 декември той се дозарежда в Сайпан, а на 9-ти пристига в Йокосука, където влиза за ремонт до 22 март 1943 г. (в т.ч. с докуване от 16 до 26 февруари). В периода 22 – 28 март крайцерът се връща на Трук, на 29-и излиза в морето за съпровождение на плавбазата за хидросамолети „Камикава-Мару“, и на 1 април пуска котва в Рабаул. Там той е преподчинен на Осми флот (флотът на Югоизточната зона) и се намира в базата до 30 юни.
След началото на настъпателната операция на американците към Ню Джорджия, на 1 юли 1943 г., „Юбари“ пристига в Буин на остров Бугенвил. В нощта на 3-ти заедно с разрушителите обстрелва мястото на десанта на Рендова, но без забележим успех. На обратния път, на 5 юли, крайцерът се натъква на 750 kg магнитна мина Mk 12, поставена по въздух през март или май същата година. Корабът получава пробойна в левия борд (наводнен е един отсек) и на 6 юли, на свой ход, пристига в Рабаул. След незабавен ремонт с помощта на плаващата работилница „Ямабико-Мару“ в периода 17 – 30 юли, „Юбари“ достига до Япония, със спирка на Трук през 19 – 23 и на Сайпан през 24 – 27 юли. Неговият ремонт в Йокосука заема периода от 1 август до 18 октомври, в т.ч. докуване – от 1 до 12 септември. В хода на тези работи на крайцера е поставен хидрофон тип 93.
На 18 октомври 1943 г. „Юбари“ напуска Йокосука и след учебно плаване преминава към Рабаул на 3 ноември. На следващия ден той прикрива конвой до Кавиенг и при нападение е повреден от близките разриви. На 11 ноември крайцерът също получава леки повреди при удара по Рабаул от силите на палубната авиация на американското оперативно съединение 50.3. В периода от 18 до 24 ноември „Юбари“ доставя войски на остров Гарове в архипелага Виту, и отново при нападение от бомбардировачи на ВВС на САЩ от близките разриви получава щети по корпуса и въоръжението. На 1 декември крайцерът е назначен за флагман на 3-та ЕР на Осми флот, заменяйки потопения на 2 ноември „Сендай“, и е изпратен за модернизация в Япония. На 3 декември той напуска Рабаул, водейки на буксир торпилирания разрушител „Наганами“. На 8-и кораба пристига в Трук, откъдето на 14 – 19 декември преминава в Йокосука.
От 19 декември 1943 до 9 март на 1944 г. „Юбари“ е в пореден ремонт в Йокосука, с две докувания (8 – 12 януари и 5 – 25 февруари) и ходови изпитания на 1 – 3 март. При това са направени следните изменения в конструкцията:
- Свалени са единичните 140-mm оръдия (№ 1 и № 4). На мястото на носовото № 1 е поставена единична универсална щитова 120-mm установка тип 10 модел E[49].
- На мястото на кърмовото оръдие № 4 е поместен трицевен 25-mm автомат тип 96, още два такива отстрани на гротмачтата. Също са добавени два сдвоени автомата на площадките встрани на носовата надстройка и осем единични такива. Общият брой на 25-mm стволове достига 25: три трицевни, четири сдвоени и осем единични[49].
- На мястото на първия 90-cm прожектор е поставена РЛС за откриване на надводни цели № 22 (точната модификация е неизвестна, най-вероятно е предназначената за кайбокани и подводници модел 2, но не е изключено и да е модел 4 за големите бойни кораби[51])[49].
- На кърмата са поставени два бомбохвъргача за по шест дълбочинни бомби всеки[52].

За намаляване на висококаченото тегло са скъсени двете мачти и са свалени резервните торпеда заедно с техните контейнери; с цел подобряване на живучестта са закрити повечето бордови илюминатори (освен няколко на кърмата и на полубака). Водоизместимостта нараства до 3780 тона, скоростта на изпитанията се снижава до 32 възела при мощност на машините 58 943 к.с. – което за кораб на такава възраст въпреки всичко е впечатляващ резултат.
От 9 до 13 март 1944 г. „Юбари“ изпълнява късо учебно плаване, но се връща в Йокосука поради проблем с ТЗА. На 22-ри той отплава от Кисарадзу в състава на конвой за Палау, включващ в себе си разрушителите „Хатакадзе“, „Икадзути“ и „Таманами“, миноносеца „Отори“, кайбоканите „Хирато“ и „Номи“, снабдителния съд „Хаясаки“, единадесет транспорта и три ловци на подводници. На 28 март корабите се разделят, крайцерът заедно с част от тях пристига в Сайпан на 30 март.
В периода 23 – 25 април 1944 г. „Юбари“ заедно с „Кину“ и разрушителите „Самидаре“ и „Юдзуки“ преминава в Палау. На същия ден той взема на борда си 365 войника и 50 тона товар, и вечерта на 26-и отплава със същите разрушители и транспорта № 149 към остров Сонсорол. Утрото на 27 април корабите се разтоварват на планираното място и в 9:42 излизат в морето. В 10:04 „Юбари“ е поразен в района на котелно отделение № 1 от петото от шест торпеда изстреляни във ветрило, пуснати от дистанция 2400 метра от американската подводница „Блюгил“. Моментално са наводнени котелните отделения № 1 и № 2, крайцерът губи ход и започва да се накренява по десния борд с диферент към носа. В 10:11 започва пожар в горивните цистерни. Към 10:30 се усилва вълнението, и независимо от борбата за живучест, водата продължава да нахлува. В 16:50 разрушителят „Самидаре“ се опитва да вземе на буксир „Юбари“ на 5-възлова скорост с помощта на котвените вериги, но те се късат след няколко опита. На 28 април в 4:15 нивото на водата достига горната палуба, и се отказват от опитите да се изтегли крайцера до Палау, към 5:44 екипажа му преминава на „Юдзуки“. „Юбари“ потъва в 10:15, с носа напред, това става на 35 морски мили от остров Сонсорол, в точката с координати 5°38′ с. ш. 131°45′ и. д. / 5.633333° с. ш. 131.75° и. д.. Всичко при торпилирането и борбата за живучест загиват 19 члена на екипажа.
На 1 май 1944 г. „Юбари“ заедно с 3-та ЕР формално е предаден в състава на флота на Централно-Тихоокеанската зона, а от списъците е изключен на 10 юни.

## Командири
- 1.3.1923 – 1.12.1923 капитан 1-ви ранг (тайса) Масао Сугиура (на японски: 杉浦正雄)[57];
- 1.12.1923 – 10.11.1924 капитан 1-ви ранг (тайса) Нобуити Ямагути (на японски: 山口延一)[58];
- 10.11.1924 – 20.10.1925 капитан 1-ви ранг (тайса) Айджиро Томиока (на японски: 富岡愛次郎)[59];
- 20.10.1925 – 1.11.1926 капитан 1-ви ранг (тайса) Кийоши Анно (на японски: 阿武清)[60];
- 1.11.1926 – 1.12.1927 капитан 1-ви ранг (тайса) Симпей Кида (на японски: 木田新平)[61];
- 1.12.1927 – 30.11.1929 капитан 1-ви ранг (тайса) Сигефуса Морита (на японски: 森田重房)[62];
- 30.11.1929 – 15.11.1930 капитан 1-ви ранг (тайса) Такео Кавана (на японски: 川名彪雄)[63];
- 15.11.1930 – 1.12.1931 капитан 1-ви ранг (тайса) Сейтаро Хара (на японски: 原精太郎)[64];
- 1.12.1931 – 15.11.1933 капитан 1-ви ранг (тайса) Дзиро Сайто (на японски: 斎藤二朗)[65];
- 15.11.1933 – 15.11.1934 капитан 1-ви ранг (тайса) Ко Кийомия (на японски: 清宮弘)[66];
- 15.11.1934 – 25.5.1935 капитан 1-ви ранг (тайса) Тадасиге Дайго (на японски: 醍醐忠重)[67];
- 25.5.1935 – 31.10.1935 капитан 1-ви ранг (тайса) Сейити Харада (на японски: 原田清一)[68];
- 31.10.1935 – 1.12.1936 капитан 1-ви ранг (тайса) Масао Ямамото (на японски: 山本正夫)[62];
- 1.12.1936 – 15.11.1937 капитан 1-ви ранг (тайса) Суето Хиросе (на японски: 広瀬末人)[69];
- 15.11.1937 – 20.7.1938 капитан 1-ви ранг (тайса) Югоро Хори (на японски: 堀勇五郎)[70];
- 20.7.1938 – 15.11.1938 капитан 1-ви ранг (тайса) Сютоку Миядзато (на японски: 宮里秀徳)[71];
- 15.11.1938 – 1.11.1939 капитан 1-ви ранг (тайса) Такеро Кода (на японски: 古宇田武郎)[72];
- 1.11.1939 – 15.11.1939 (И.Д.) капитан 1-ви ранг (тайса) Митиаки Камата (на японски: 鎌田道章)[73];
- 15.11.1939 – 1.11.1940 капитан 1-ви ранг (тайса) Хейтаро Едо (на японски: 江戸兵太郎)[74];
- 1.11.1940 – 15.8.1942 капитан 1-ви ранг (тайса) Масами Бан (на японски: 阪匡身)[75];
- 15.8.1942 – 3.5.1943 капитан 1-ви ранг (тайса) Тайджи Хираи (на японски: 平井泰次)[76];
- 3.5.1943 – 20.2.1944 капитан 1-ви ранг (тайса) Морие Фунаки (на японски: 舟木守衛)[62];
- 20.2.1944 – 28.4.1944 капитан 1-ви ранг (тайса) Такео Нара (на японски: 奈良孝雄)[62];

## Оценка на проекта
„Юбари“ се строи като експериментален кораб за отработка на предложените от конструктора Юдзуру Хирага нови конструктивни решения. А именно – създаването на максимално силно въоръжена и бързоходна бойна единица с минимална водоизместимост, едва 57% от нивото на 5500-тонниците. В този план проектът на крайцера става един от най-знаковите в историята на японското корабостроене, оказвайки значително влияние на разработката на по-късните военни кораби.
Ключово от използваните решения е включването на броневата защита в силовия набор на корпуса, което позволява рязко да се увеличи нейната маса и общ дял във водоизместимостта. Така например в сравнение с типа „Тенрю“ тези показатели нарастват двойно. Други характерни особености, въплътени след това в 7500-тонните тежки крайцери, са S-образният форщевен, сдвоеният комин с бронирани канали на димоходите, нефтеното отопление на котлите и по-оптималното разпределение на жилищните помещения. Закритите двуоръдейни 140-mm установки, пръв носител на които е „Юбари“, впоследствие са поставяни на още няколко кораба и служат за прототип на 127-mm двуцевки на разрушителите от „стандартния тип“. Още повече, част от изброените нововъведения получават и 5500-тонните леки крайцери: в 1934 – 1938 г. при всички тях се отказват от въглищното отопление на котлите, а характерната S-образна форма на носовата оконечност имат „Нака“ (изначално), „Дзинцу“ и „Абукума“ (след ремонти през 1927 и 1930 г. съответно). От характерните архитектурни особености на по-късните тежки крайцери на „Юбари“ няма само вълнообразната горна палуба.
Макар предложените от Хирага конструктивни решения да потвърждават своята ценност, проектът обладава и значителни недостатъци. Ключов от тях е строителното претоварване, достигнало 419 тона, или 14% от нормалната водоизместимост – като по-рано то обичайно не надвишава 5%. В резултат нараства газенето и се намалява височината на надводния борд, скоростта на ход се оказва по-ниска от проектната, увеличава се разходът на гориво, илюминаторите на трюмната палуба опасно се приближават до водолинията. Още повече далечината на плаване се оказва даже по-малка, отколкото на поверените му разрушители, на които той трябва да бъде флагман. Аналогични проблеми, свързани с голямо претоварване, имат и последващите 7500-тонни тежки крайцери. Други минуси са недостатъчната височина на комина и заливането на торпедните апарати при пълен ход (поправени в хода на модернизация), а също и нерационалните ъгли на наклон на плочите на бронирания пояс.
„Юбари“ по-голямата си част от службата се използва като флагман на ескадри разрушители и за това си качество е морално остарял към втората половина на 1930-те години – най-вече поради ръста на техните ТТХ. Така например на новите единици от типовете „Асашио“ и „Кагеро“ далечината на плаване достига 5000 морски мили на 18-възлов ход (при по-ранните „договорни“ типове „Хацухару“ и „Ширацую“ – 4000), по-висока е и тяхната максимална скорост, с оглед износването на машините тя е 34 – 35 възела срещу 32 – 33. Артилерийското въоръжение на старите леки крайцери, изглеждащо напълно ефективно спрямо американските разрушители от началото на 20-те с четири 102-mm оръдия, не осигурява превъзходство над по-новите кораби от 1930-те. Така например на смятания за напълно вероятен противник флагман на ЕР тип „Портър“ теглото на бордовия залп достига 196 kg към 226 kg при „Юбари“ и 5500-тонниците – и това при съществено по-висока огнева производителност. Торпедното въоръжение от четири 610-mm торпедни тръби на борд също отстъпва на новите разрушители, където има шест и осем, със система за бързо презареждане. Най-накрая обемът помещения при старите леки крайцери е недостатъчно нито за поместване на новото оборудване за свръзка, нито за нарасналия екипаж. Щатният 16-годишен срок на службата на „Юбари“ изтича през 1939 г., след което той трябва да бъде заменен от един от новите флагмани на ЕР. Съответно той не само че не получава катапулт с хидросамолет, както при болшинството от 5500-тонни крайцери на 1930-те, но и нови торпедни апарати, както „Джинцу“, „Нака“ и „Абукума“ преди войната. Фактически тази замяна така и не се случва, още повече че „Юбари“ в последните си месеци служба успява да бъде флагман на 3-та ЕР.
Най-близкият чуждестранен аналог е построеният в периода 1936 – 1938 г. нидерландски крайцер „Тромп“. При стандартна водоизместимост около 3800 тона той носи шест 150-mm оръдия в три сдвоени установки, четири 40-mm зенитни автомата, два трицевни 533-mm торпедни апарата и един хидросамолет. Неговата защита включва в себе си вертикално брониране в района на ЕУ и погребите от 16-mm обшивка и вътрешни надлъжни прегради с дебелина 20 – 30 mm, също бронирана палуба, дебелината на която варира от 15 до 25 mm. Паротурбинната установка с мощност 56 хиляди к.с. позволява да развива максимална скорост от 32,5 възела. Следва да се отбележи, че до толкова подобен резултат след 15 години конструкторите на „Тромп“ достигат, вървейки по другия път – увеличавайки лидера на есминци от първоначална водоизместимост около 2000 тона, а Хирага и Фуджимото създават намален аналог на обикновения лек крайцер.

## Коментари
1. ↑  Официално през цялото време на своята служба се класифицира като крайцер 2-ри ранг (нито джиунъйокан). Подробно за класификация на корабите на ЯИФ виж книгата на Лакруа и Уелс, с. 698 – 699.
2. ↑  Конструкционна стомана с повишена якост, съдържаща 0,35% въглерод и 0,8 – 1,2% манган. Виж книгата на Лакруа и Уелс, с. 742 – 743.
3. ↑  На 12 март 1934 г. едва влезлия в строй миноносец „Томодзуру“ се преобръща по време на щорм, загиват 97 члена на екипажа. Този инцидент води до отстраняването на главния конструктор Фуджимото и въвеждането на крайно сурови изисквания към устойчивостта.
4. ↑  Хромоникелова бронева стомана, съдържаща 0,43 – 0,53% въглерод, 3,7 – 4,2% никел и 1,8 – 2,2% хром. Аналог на по-ранната британска тип VH; произвежда се в Япония от началото на 20-те години. Виж Лакруа и Уелс, с. 742 – 743.